# Dora Gruden
Dora Gruden, slovenska pesnica, * 19. april 1900, Nabrežina, Italija, †  31.12. 1986, Ljubljana.
V družini Gruden se je rodilo deset otrok, štirje bratje (najstarejši je bil pesnik Igo Gruden) in šest sester.  
Otroštvo in najstniška leta je Dora preživela v rodni Nabrežini. Na žalost je leta 1926 morala,  kot večina članov njene družine, zaradi fašističnega režima dom zapustiti in oditi v tujino. Njena mati se je imenovala Justina in je bila doma iz Križa. Njen oče Franc je bil trgovec in nabrežinski župan, umrl je leta 1926. Takrat so se v družini začele težave, saj so Grudnovi izgubili glavni steber družine. Do smrti očeta  so bili zelo ugledna in premožna družina.
Leta 1926 je Dora najprej z materjo odšla v Ljubljano, nato pa v Beograd, kjer je bilo že nekaj ostalih članov družine. Leta 1941 ji je umrla mama. Medvojne razmere niso bile lahke, zato so se družinski člani spet razšli in se razkropili po svetu. Dora Gruden se je veliko selila; iz Beograda je odšla v Ljubljano, kjer je živela pri sestri Poldi na Dalmatinovi ulici, leta 1952 se je vrnila v Beograd, kjer je dobila službo. V tistem času je veliko prevajala iz srbohrvaščine. Nato se je vrnila v Ljubljano, kasneje odšla na Dunaj in v Dalmacijo. Potem se je ustalila v Portorožu. Zadnja leta je preživela pri nečaku v Ljubljani.
Dora Gruden je bila razgledana, natančna, varčna, socialistka, liberalnih pogledov. Govorila je več jezikov: slovensko, italijansko, srbsko. O njenem šolanju ne vemo veliko, le to, da je hodila v gospodinjsko šolo. Bila je svobodna umetnica, imela je le deset let delovne dobe.
Dora Gruden je zadnja leta preživela v Ljubljani. Umrla je zadnji dan leta 1986. Pokopana je na Žalah, kjer je pokopanih tudi nekaj ostalih članov družine Gruden.

## Delo
Njeno literarno ustvarjenje se je začelo s prozo. V reviji Ženski svet so objavljena pripovedna dela: Nona (1925), Dina ima svojo prijateljico (1926) in Drobtine (1926).
Nadaljevala je s pesništvom in leta 1926 napisala pesem V spomin Fanči Jurca, ki je izšla v reviji Edinost. Njene pesmi so bile med letoma 1926 in 1933 objavljene v Ženskem svetu. Leta 1932 je izšla njena edina pesniška zbirka Rdeče kamelije, ki jo je izdala založba Belo-modra knjižnica v Ljubljani.
Njen pesniški opus zajema tudi daljši pesnitvi Beograjska pisma in Ljubljanska pisma, ki jih je leta 1949 objavila v reviji Razgledi. Pisala je tudi otroške in mladinske pesmi, ki so bile objavljene v Cicibanu, Pionirju in Pionirskem listu. Leta 1950 so v Koledarju Osvobodilne fronte za Tržaško ozemlje bile objavljene Dorine pesmi Ob Prešernovem spomeniku, Pravica in Ni več vojne. Pisala je tudi za Pavliho. V reviji Rodna gruda-revija za Slovence po svetu je objavljala uganke.
V njeni zapuščini je tudi nikoli objavljena prozna pesnitev Dogodivščina male Brede. Njena pesem Čriček na vrtu je bila uglasbena, uglasbil jo je Rado Simoniti.
Njene pesmi imajo po večini ljubezensko tematiko, vendar ni znano, komu so bile namenjene, kdo je bil kriv njenega ljubezenskega trpljenja. Pesnica je namreč bila bolj samotarske narave, ni se zaupala nikomur, le papirju. Nanj je izlila vsa svoja občutja, misli in bolečine.
Zgodnje pesmi Dore Gruden izražajo pesničin nemir, ki nikakor ne najde utehe. Njene pesmi izhajajo iz nje same, kot je za novo romantiko značilno: predstavljajo njeno notranjost in občutja. Za izražanje ji je zelo pri srcu oblika soneta, več pesmi je napisala tudi v prostem verzu. Večina njenih pesmih je v rimah: prestopni, oklepajoči, zapleteni. Nekaj pesmi je brez rime. Veliko se poslužuje enjambementa. Lirski subjekt v pesmih Dore Gruden je večinoma izenačen s pesnico, to velja tudi za otroške pesmi in prozo.
Teme, ki jih prinaša literarni opus Dore Gruden, so ljubezenska, domovinska, zgodovinska, hrepenenje, erotika, smrt – njeno delo se zelo navezuje na zgodovinsko dogajanje v času njenega življenja.